# Palmares (Costa Rica)
Palmares es el primer distrito y ciudad cabecera del cantón de Palmares, en la provincia de Alajuela, de Costa Rica.

## Toponimia
El origen del nombre del cantón se remonta al paraje que se denominó el valle de los Palmares, debido a la abundancia de palmera real en el lugar, que al convertirse en distrito de Alajuela se le conoció como Palmares y al constituirse en cantón conservó ese topónimo.

## Historia
En la administración de don Bernardo Soto Alfaro, el 20 de noviembre de 1888, en decreto ejecutivo n.º 18, se le otorgó el título de Villa a la población del centro. Posteriormente, el 24 de julio de 1918, en el gobierno de don Federico Tinoco Granados, se promulgó la Ley n.º 28, que le confirió a la villa, la categoría de ciudad.

## Ubicación
Se encuentra en el extremo suroeste de la provincia de Alajuela, en un pequeño valle a 39 km al oeste de la  ciudad de Alajuela y a 55 km al oeste de San José, capital de la República.

## Geografía
Palmares cuenta con un área de 1,19 km² y una altitud media de 1017 m s. n. m.
Al noreste de Palmares se asienta el Cerro del Espíritu Santo donde se encuentran ruinas de una construcción católica al Cristo Rey.
Palmares es una ciudad ubicada en una caldera volcánica

## Demografía
Para el año 2022, Palmares cuenta con una población estimada de 2940 habitantes, y para el último censo efectuado, en 2011, Palmares contaba con una población de 3599 habitantes.

## Localidades
- Barrios: El Carmen, Santa Eduviges, Santa Fe, San Vicente, Victoria.

## Economía
En el distrito central, altamente urbanizado, se concentra la mayor parte del comercio del cantón (sector terciario), dedicándose en un gran porcentaje a la venta de abarrotes, comidas, zapatos, ropa, joyería y accesorios en general.

### Festividades
Palmares es principalmente conocido por su gran fiesta organizada por la Asociación Cívica Palmareña (oficialmente conocida como las Fiestas Cívicas de Palmares), celebradas tradicionalmente en enero de cada año. 
Tiene una duración de dos semanas y es una de las más grandes y concurridas del país.

## Transporte

### Carreteras
Al distrito lo atraviesan las siguientes rutas nacionales de carretera:
- Ruta nacional 135
- Ruta nacional 148